# 八戶學院光星高等學校
八戶學院光星高等學校是位於日本青森縣八戶市的私立高等學校，設有湊高台校區及美保野校區。
學校成立於1956年，最初名為「光星學院高等學校」，2013年才更名為「八戶學院光星高等學校」。
運動社團中以摔角部、棒球部、足球部較為活耀，都曾多次參加全國賽，棒球部至今已入選選拔高等學校棒球大會超過十次。